# Niszczyciele typu Gearing
Niszczyciele typu Gearing – typ niszczycieli amerykańskich pochodzący z okresu końca II wojny światowej, kiedy Stany Zjednoczone potrzebowały niszczycieli o większym zasięgu i z większymi zdolnościami zwalczania samolotów w porównaniu do tego co oferowały okręty typu Allen M. Sumner. Zmiany dokonano, zwiększając długość kadłuba projektu Sumner o 4 metry w środkowej części. Pierwszym okrętem tego zmodyfikowanego typu Sumner był „Gearing” (DD-710).
W późnych latach 50. XX wieku wiele z niszczycieli typu Gearing przeszło znaczącą modernizację, znaną jako FRAM I, która miała na celu zwiększenie zdolności zwalczania okrętów podwodnych kosztem zdolności zwalczania samolotów. W 1962 roku, okręty tego typu brały udział w amerykańskiej operacji poszukiwania radzieckich okrętów podwodnych w trakcie „kryzysu kubańskiego”. Między innymi, USS „Charles P. Cecil” (DD-835) wykrył radziecki okręt B-36 projektu 641 (NATO: Foxtrot).